# Чарлз (остров, Нунавут)

Остров Чарлз (на английски: Charles Island) е 74-тият по големина остров в Канадския арктичен архипелаг. Площта му е 235 км2, която му отрежда 102-ро място сред островите на Канада. Административно принадлежи към канадската територия Нунавут. Необитаем.
Островът се намира в западната, южна част на Хъдсъновия проток, като отстои на 16 км на север от бреговете на п-ов Унгава (северната част на п-ов Лабрадор). На 126 км на северозапад се намира остров Солсбъри, а на 129 км на североизток – южното крайбрежие на п-ов Мета Инкогнита, най-южния п-ов на Бафинова земя. Има характерна форма на фъстък, удължена от запад на изток на 36 км и ширина от 3,5 до 8,5 км.
Бреговата линия на острова с дължина 132 км е слабо разчленена. Релефът е хълмист със стръмни североизточни брегове, където се намира и най-високата точка на острова – 160 м.
Островът е открит на 1 август 1610 г. от английския мореплавател Хенри Хъдсън, по време на последното му плаване за търсене на Северозападния проход и е кръстен е от него на английския престолонаследник Чарлз (1600-1649), който впоследствие става крал на Англия под името Чарлз I (1625-1649).
|  | Тази страница частично или изцяло представлява превод на страницата „Чарльз (остров, Нунавут)“ в Уикипедия на руски. Оригиналният текст, както и този превод, са защитени от Лиценза „Криейтив Комънс – Признание – Споделяне на споделеното“, а за съдържание, създадено преди юни 2009 година – от Лиценза за свободна документация на ГНУ. Прегледайте историята на редакциите на оригиналната страница, както и на преводната страница, за да видите списъка на съавторите. ВАЖНО: Този шаблон се отнася единствено до авторските права върху съдържанието на статията. Добавянето му не отменя изискването да се посочват конкретни източници на твърденията, които да бъдат благонадеждни. |